# 迪滕海姆 (巴伐利亚州)
迪滕海姆（德語：Dittenheim，發音：[ˈdɪtn̩haɪm]）是德国巴伐利亚州中弗兰肯行政区魏森堡-贡岑豪森县的市镇，面积29.33平方千米，人口为人。